# أكو فد واحد
أكو فد واحد هو برنامج تلفزيوني فكاهي عراقي، يُعرض في قناة السومرية تُحكى فيه النكات والمواقف الفكاهية بلهجة عراقية بلسان ضيوف البرنامج من مشاهير الفن والإعلام، كما يتضمن فقرات أخرى كإعطاء المجال للجمهور الحاضرين لإلقاء النكات والغناء، بدأ سنة 2011، واختير كأفضل برنامج تلفزيوني، ونال البرنامج مشاهدات واسعة، معنى «أكو فد واحد» هو «يوجد فرد واحد»، وهي عبارة يقولها بعض العراقيين للابتداء بقول نكتة، عُرضت نكات جريئة في أول موسم للبرنامج وصفها بعض الجمهور أنها إسفاف وانتهاك للذوق العام واستهزاء بالخِلقة والأقوام، واحتجّ معارضون للبرنامج أمام استديو القناة استنكاراً لمضمون النكات وقُدّمتْ شكوى من لجنة وسائل الإعلام الحكومية فتسبب ذلك في إيقاف البرنامج إلى حين تقديم اعتذار وتعهد من القناة، وذكرتْ هيئة الإعلام والاتصالات في بيان الإيقاف المعلَن أوائل شهر نيسان عام 2012 برنامج أكو فد واحد، الذي يبث عبر قناة السومرية الفضائية وهو برنامج ترفيهي يبث يوم الأحد من كل أسبوع عند الساعة (8:40) مساءً، حيث تتخلل البرنامج النكات التي تحتوي في اغلب الأحيان على عبارات جريئة وخادشة للحياء والذوق العام، بالإضافة إلى الاستهانة بالعرقيات والقوميات التي تشكل نسيج المجتمع العراقي، وهذا يُعد مخالفاً لمدونات البث والإرسال الصادرة عن هيئة الإعلام والاتصالات والمستقاة من قوانين ولوائح عالمية تراعي حقوق الإنسان وتحترم ذائقته.، فما لبثت قناة السومرية أن أعلنت عن اعتذارها وعن عزل ضيف البرنامج الذي حكى النكتة المسببة للإيقاف، فاستؤنف البرنامج بحذر وتجنب النكات الدينية والسياسية وتعهد بالتزام بتعليمات هيئة الإعلام. وللبرنامج ضيوف دائمون ومتغيرون، كان صباح الهلالي من أشهر ضيوف البرنامج الدائمين، وبعد وفاته، أعلنت قناة السومرية في 28 تموز سنة 2020 عن استئناف برنامج أكو فد واحد، وأطلقت اسم صباح الهلالي على الموسم الجديد. وعُرضت أول حلقة من الموسم الثالث يوم 15 تشرين الثاني عام 2020، بعد توقف بث البرنامج 6 سنوات.

## وصلات خارجية
- باسم البغدادي: رفضت العودة إلى برنامج «اكو فد واحد» بسبب الراحل صباح الهلالي.